# Vlastimil Lada-Sázavský
Vlastimil Lada-Sázavský (31. března 1886 Praha – 22. dubna 1956 Praha) byl český šermíř, společně s Bedřichem Schejbalem, Jaroslavem Šourkem-Tučkem, Otakarem Ladou a Vilémem Goppoldem vybojoval bronzovou medaili v šermu šavlí družstev na olympiádě v Londýně v roce 1908.